# Barbula trifaria
Barbula trifaria là một loài Rêu trong họ Pottiaceae. Loài này được (Hedw.) Mitt. mô tả khoa học đầu tiên năm 1859.